# Adriano Vignoli
Adriano Vignoli (Sasso Marconi, província de Bolonya, 11 de desembre de 1907 - Casalecchio di Reno, 16 de juny de 1996) va ser un ciclista italià que fou professional entre 1934 i 1940. Era paleta de professió i iniciar la seva carrera dins del món del ciclisme ja amb una edat tardana. La Segona Guerra Mundial va suposar una interrupció en la seva carrera, però amb tot el 1947 encara disputà algunes curses. Al llarg d'aquests anys aconseguí dues victòries, una etapa al Tour i una al Giro.

## Palmarès
- 1934
  - Vencedor de la 16a etapa al Tour de França.[1]
  - Vencedor de la 7a etapa al Giro d'Itàlia.[1]
  - 3r al Giro de la Toscana
- 1937
  - 2n al Giro dell'Emilia
  - 3r a la Milà-Màntua
- 1937
  - 3r al Giro del Veneto

### Resultats al Tour de França
- 1934. 15è de la classificació general. Vencedor d'una etapa
- 1935. Abandona (7a etapa)

### Resultats al Giro d'Itàlia
- 1934. 8è de la classificació general. Vencedor d'una etapa
- 1937. 10è de la classificació general